# Conus pretiosus
Espèce
Conus pretiosus est une espèce de mollusques gastéropodes marins de la famille des Conidae.
Comme toutes les espèces du genre Conus, ces escargots sont prédateurs et venimeux. Ils sont capables de « piquer » les humains et doivent donc être manipulés avec précaution, voire pas du tout.

## Description
La taille de la coquille varie entre 44 mm et 95 mm. La coquille étroite, quelque peu pyriforme, présente une spire élevée et concave, carénée au niveau des sutures. La coquille est presque parfaitement lisse sur la face inférieure seulement. Sur les deux tiers du verticille sont exceptionnellement distants, des rainures imprimées à tracer, et même ceux-ci sont presque obsolètes. La couleur de la coquille est blanche, partout étroitement pointillée avec des éclaboussures ondulées, brunes, légèrement rosées. Ces marques sont un peu plus grandes et plus distinctes sur la flèche, et forment également deux bandes irrégulières sur le verticille du corps. L'apex est très pointu. La flèche est très produite, composée de quatorze verticilles, formant un angle aigu au milieu. Au-dessus de cet angle, elle est striée en spirale avec de nombreuses stries. Près de l'apex, elle est très légèrement granuleuse. L'intérieur de l'l'ouverture a une belle couleur rose, blanche près du bord. L'épiderme est mince, lisse et compact. 

## Distribution
Cette espèce marine est présente au large de l'est de l'Inde et du sud-ouest de la Thaïlande.

## Taxonomie

### Publication originale
L'espèce Conus pretiosus a été décrite pour la première fois en 1874 par les malacologistes Geoffrey Nevill (d) et Hugh Lewis Nevill (d) dans « Journal of the Asiatic Society of Bengal »,.

### Synonymes
- Asprella pretiosa (G. Nevill & H. Nevill, 1874) · non accepté
- Conus (Chelyconus) pretiosus G. Nevill & H. Nevill, 1874 · non accepté (combinaison originale)
- Conus (Phasmoconus) pretiosus G. Nevill & H. Nevill, 1874 · appellation alternative
- Conus phuketensis da Motta, 1978 · non accepté
- Graphiconus pretiosus (G. Nevill & H. Nevill, 1874) · non accepté